# Carl Gustaf Creutz
Carl Gustaf Creutz, född den 25 januari 1660 i Falun, död 12 mars 1728, var en svensk friherre och militär. Han var överste och chef för Livregementet till häst år 1704 innan han blev generalmajor i kavalleriet år 1706. År 1722 blev han general.

## Militär karriär
Den militära karriären gick inledningsvis trögt för Creutz. Som tonåring hade han tjänstgjort som page hos Karl XI och då varit med om de slag där kungen deltagit under det Skånska kriget. Han blev ryttmästare vid Livregementet till häst redan 1691. Först under Karl XII:s tid verkar hans militära karriär ha fått mera fart. Stora nordiska kriget inleddes år 1700 och Creutz deltog i Livregementets landstigning på Själland. Han utmärkte sig vid slaget vid Petsjory och vid övergången av Düna den 8 och 9 juli 1701. Efter slaget vid Kletsk, i nuvarande Vitryssland, ökade hans möjligheter till befordran. Utnämningarna till major och överstelöjtnant kom därefter snabbt. Carl Gustaf blev överste när greve Spens beviljats avsked år 1704.
I slaget vid Poltava 1709 förde Creutz befälet över hela kavalleriet, och tillfångatogs sedan i kapitulationen vid Perevolotjna. Efter greve Pipers död var han chef över alla de svenska fångarna i Ryssland, om vilket den bevarade korrespondensen bär synligt vittne. År 1722 kunde han vända hem och överta befälet för det nyuppsatta Livregementet till häst.

## Familj
Carl Gustaf Creutz var yngste son till Lorentz Creutz d.ä. och Elsa Jakobsdotter Duwall. Två av hans bröder blev landshövdingar: Lorentz Creutz d.y. och Johan Creutz. Den senare var den förste i den grevliga grenen av ätten Creutz.
Carl Gustaf gifte sig med Sofia Kristina Gustafsdotter av släkten Natt och Dag. Hon var dotter till kammarrådet Gustaf Persson (Natt och Dag), vilken uppförde Haga slott utanför Enköping och där föddes Sofia Kristina. Hon medförde i giftet gården Täckhammar utanför Nyköping. Carl Gustaf och hans familj utgör den grenen av släkten Creutz som benämns friherre av Täckhammar.
Alla parets barn föddes på Täckhammar. Sonen Lorentz blev militär och antogs i augusti 1708 som drabant hos Karl XII. Lorentz dog 1733, och med honom dog Täckhammargrenen ut. Dottern Beata Sophia gifte sig med Bengt Ludvig Stenbock och de tog över Täckhammar. Deras dotter Eva Sophia gifte sig med Fredrik Bengt Rosenhane. Deras son Schering Rosenhane d.y. tog över Täckhammar, men flyttade också kvarlevorna efter Carl Gustaf och Sofia Kristina från Riddarholmskyrkan till det Rosenhaneska gravkoret i Husby-Oppunda kyrka i Södermanland.

## Eftermäle
För eftervärlden är hans personligt hållna brev till hustrun av högt källvärde. Ett fåtal har publicerats i Karolinska förbundets årsböcker. Hans insatser som administratör och förvaltare var omvittnat goda. Vid hans död hade staten ännu inte kunnat slutreglera sin skuld till generalen.